# Guret di Alt Clut
Guret Uurad o Gurad (fl. VII secolo) regnò su Alt Clut (odierna Dumbarton Rock attorno alla metà del VII secolo.
Guret non viene menzionato nelle Harleian genealogies ed è conosciuto solo dagli Annali dell'Ulster, che ricordano la Mors Gureit regis Alo Cluathe ("morte di Guret, re di Alt Clut") nel 658.  Secondo Alan MacQuarrie, era figlio o fratello di Eugein I di Alt Clut,, ma non esiste nessuna prova certa.